# Jugoistočni molučki jezici
Jugoistočni molučki jezici, ogranak centralnih malajsko-polinezijskih jezika s Molučkih otoka u Indoneziji. Sastoji se od dvije uže skupine s ukupno pet jezika, to su: 
Kei-Tanimbar (3):
a1. Kei-Fordata (2): fordata [frd]; Kei [kei]
a2. Yamdena (1): yamdena [jmd].
b) Južni (2): selaru [slu]; seluwasan [sws].

## Vanjske poveznice
- Ethnologue (14th)
- Ethnologue (15th)